# Gouvernement du Ienisseï
1822–1925
Entités précédentes :
- Gouvernement général de Sibérie

Entités suivantes :
- Kraï de Sibérie

Le gouvernement du Ienisseï (en russe : Енисейская губерния) est une division administrative de l’Empire russe située en Sibérie avec pour capitale la ville de Krasnoïarsk. Créé en 1822, le gouvernement exista jusqu’en 1925.

## Géographie
Le gouvernement du Ienisseï était bordé par l’oblast de Iakoutsk, le gouvernement d'Irkoutsk, la Chine et les gouvernements de Tomsk et Tobolsk. Au nord le gouvernement est baigné par l’océan Arctique.
Le territoire du gouvernement du Ienisseï correspond principalement à celui du kraï de Krasnoïarsk.

## Subdivisions administratives
Au début du XXe siècle le gouvernement du Ienisseï était divisé en cinq okrougs : Atchinsk, Ienisseïsk, Kansk, Krasnoïarsk et Minoussinsk.

## Population
En 1897 la population du gouvernement était de 570 161 habitants, dont 83,0 % de Russes, 7,7 % de Tatares et Khakasses, 3,8 % d’Ukrainiens et 1,0 % de Polonais.